# Zoo (metrostation)
Zoo is een ondergronds station van de U-Bahn in Frankfurt am Main gelegen in het stadsdeel Ostend. De metrotreinen van de U-Bahn-lijnen U6 en U7 stoppen hier. 

## Ligging
Station Zoo ligt tussen stations Konstablerwache en Habsburgerallee (U7) en Ostbahnhof (U6). Het bevindt zich onder Alfred-Brehm-Platz voor het Frankfurt Zoo Society House. Ook het Heinrich-von-Gagern-Gymnasium en twee ziekenhuizen bevinden zich in de directe omgeving.

## Constructie
Terwijl de westelijke takken van de C-route sinds de opening in gebruik zijn, was het metrostation Zoo van 11 oktober 1986 tot 30 mei 1992 het gemeenschappelijke eindpunt van beide lijnen. Op 30 mei 1992 werd het traject verder naar het oosten doorgetrokken, sinds 29 mei 1999 is er ook een zijtak naar het Ostbahnhof. De afstand tot het Ostbahnhof is slechts ongeveer 750 meter, het kortste gedeelte van het metronetwerk van Frankfurt. Het spoor uit het centrum ligt langs het zuidelijke eilandperron en vertakt ten oosten van dat perron, in omgekeerde richting wordt het middelste spoor gebruikt door de metro's uit het oosten. De metro's uit Ostbahnhof gaan door een enkelsporige tunnel onder de sporen aan de oostkant door en rijden aan de noordzijde van het noordelijke eilandperron, de samenvloeiing aan de centrumzijde ligt aan de westkant van de perrons. Hoewel er twee eilandperrons zijn staan er zuilen tussen het middelste spoor en het zuidelijke perron zodat de spaanse methode niet toegepast kan worden.   
Messe · Galluswarte · Hauptbahnhof · Taunusanlage · Hauptwache · Konstablerwache · Ostendstraße · Lokalbahnhof · Südbahnhof · Mühlberg · Westbahnhof · Flughafen Fernbahnhof · Flughafen Regionalbahnhof